# Zandvoort (waterschap)
Het waterschap Zandvoort is een voormalig waterschap in de provincie Groningen.
De polder lag tussen de Oude Ae en de Wolddijk, nagenoeg geheel ten zuiden van de spoordijk (slechts enkele percelen lagen ten noorden hiervan). De zuidgrens lag net ten zuiden van De Poel, de kolk waar de Wolddijk met een boog omheen loopt.
De polder schijnt een afsplitsing te zijn van de Westerdijkshornerpolder. Deze afsplitsing zou zich in 1819 hebben voltrokken, toen bleek dat de molen te weinig capaciteit had. Er is toen een molen geplaatst aan de Oude Ae, ongeveer 350 m zuidelijk van de spoorlijn. 
In 1933 ging het samen met de Tichelwerkspolder op in het waterschap Alma, waarna het gebied (indirect) ging afwateren op het Boterdiep.
Waterstaatkundig gezien ligt het gebied sinds 1995 binnen dat van het waterschap Noorderzijlvest.